# Sobieszewo (Gdańsk)

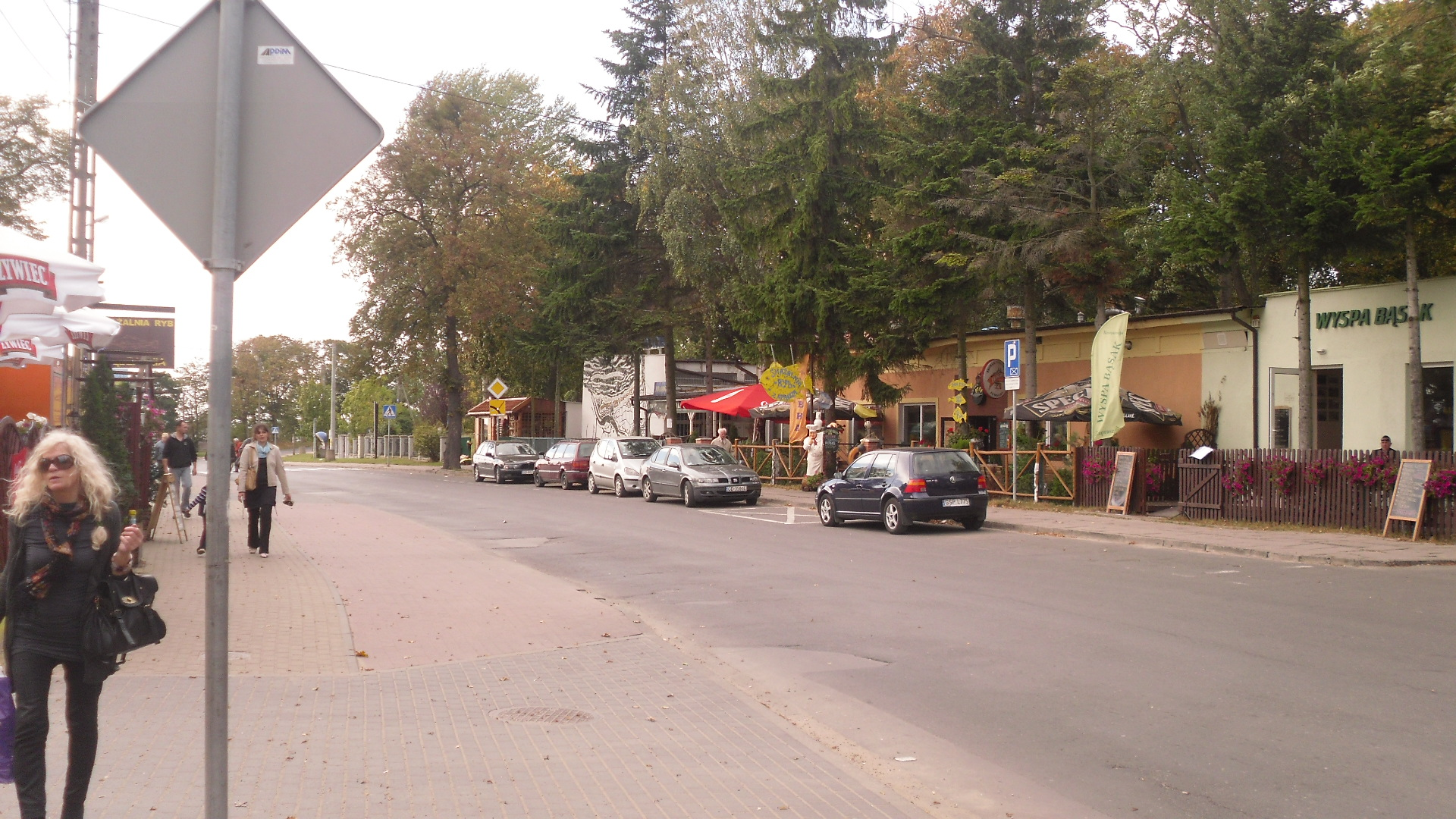
Ul. Turystyczna – główna ulica Sobieszewa

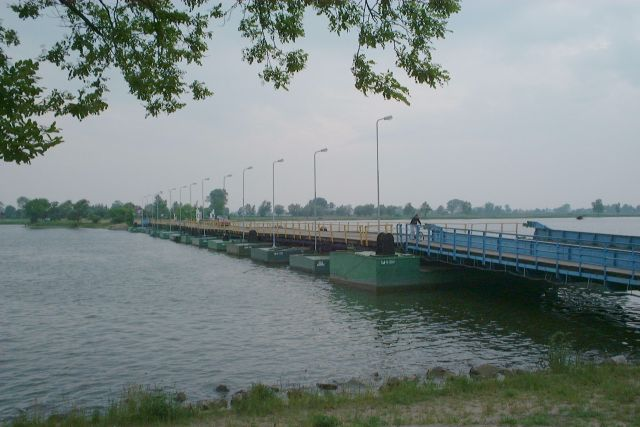
Pontonowy Most Sobieszewski na Martwej Wiśle (rozebrany i zastąpiony nowym Mostem Zwodzonym 100-lecia Niepodległości Rzeczypospolitej w Gdańsku w 2018 r.)

Sobieszewo (dawniej Bąsak, niem. Bohnsack, kaszb. Bąsôk) – część miasta Gdańska, w dzielnicy Wyspa Sobieszewska. Dawna wieś rybacko-letniskowa.

## Położenie
Sobieszewo leży na zachodzie wyspy, nad Martwą Wisłą. Jego południowa i wschodnia granica częściowo pokrywa się z granicą miasta.
Wieś należąca do Mierzei Wiślanej terytorium miasta Gdańska położona była w drugiej połowie XVI wieku w województwie pomorskim. Sobieszewo zostało (wraz z całą Wyspą Sobieszewską) przyłączone w granice administracyjne miasta 1 stycznia 1973. Należy do okręgu historycznego Niziny.
Morfogenetycznie, do Sobieszewa należy również jego dawny przysiółek – Sobieszewko.
Znajduje się tu siedziba Leśnictwa Sobieszewo.
Zorganizowano tu kąpielisko morskie Gdańsk Sobieszewo, obejmujące 200 m linii brzegowej na wysokości wejścia na plażę nr 16.

## Historia

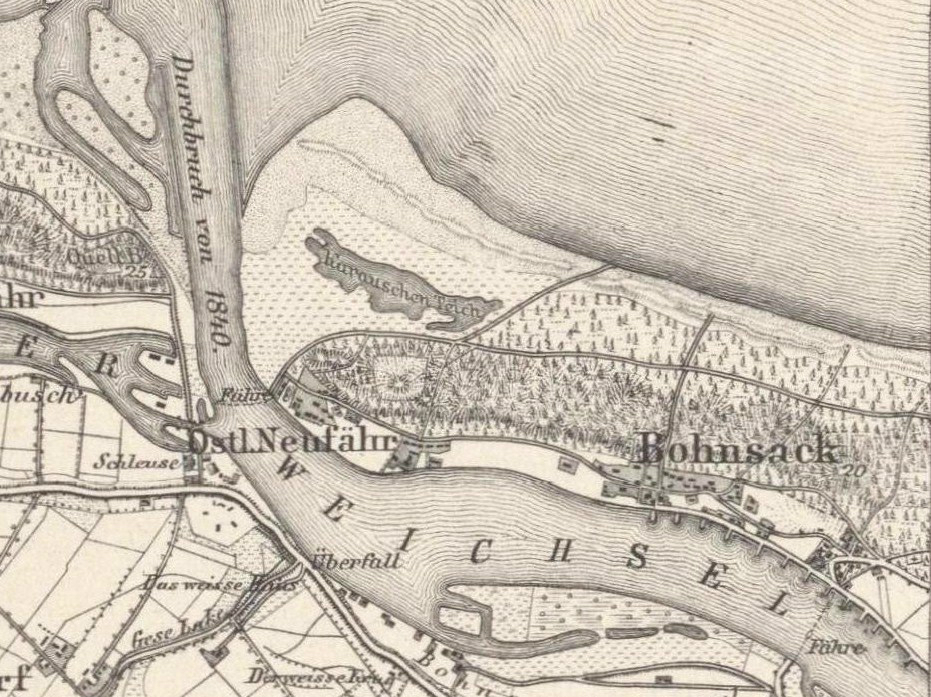
Sobieszewo na mapie z 1901

Akta wizytacji biskupa Rozdrażewskiego z 1583 wspominają, że w Sobieszewie znajdowała się świątynia katolicka. W późniejszym okresie kościół został przejęty przez protestantów. Była to wówczas budowla w stylu holenderskim, wzniesiona z pruskiego muru. W 1946 kościół znalazł się w rękach katolików, a posługę duszpasterską zaczęli w nim sprawować saletyni. 1 stycznia 1947 erygowano tu parafię, a 5 października 1947 kościół poświęcono. 22 lutego 1986 kościół spłonął. Potrzeby duszpasterskie parafii zaspokajała odtąd tymczasowa kaplica (poświęcona 31 sierpnia 1986), a następnie nowy kościół, którego budowę rozpoczęto w maju 1989.
17 września 1922 r. na zachód od miejscowego cmentarza odsłonięto Pomnik Poległych w I wojnie światowej 117 mieszkańców Sobieszewa (Kriegerdenkmal Bohnsack). Był to cementowy obelisk z płaskim szczytem, zawierający nazwiska poległych.

## Transport i komunikacja

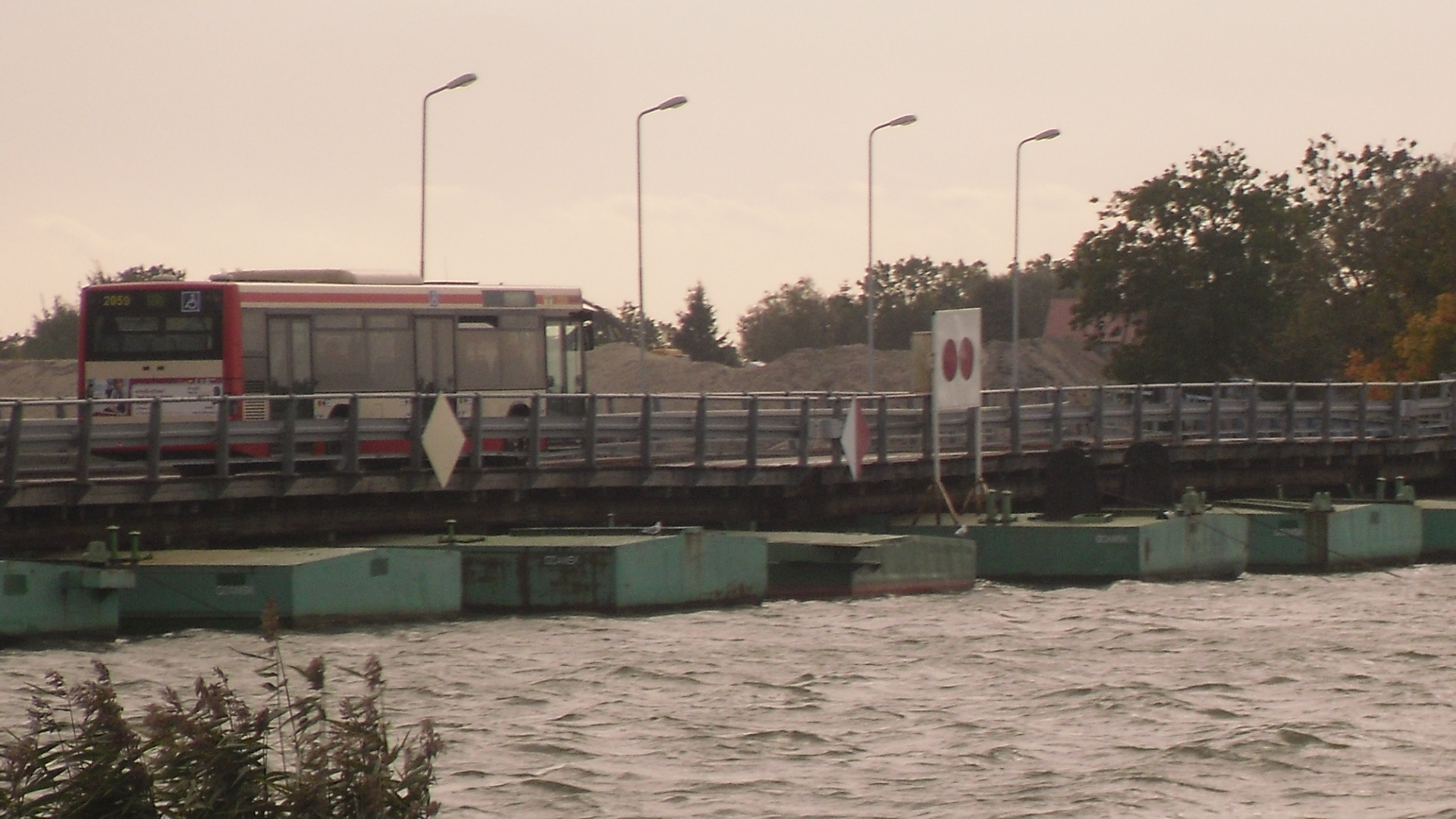
Autobus na Moście Sobieszewskim

Sobieszewo położone jest przy drodze wojewódzkiej nr 501. Połączenie z centrum miasta umożliwiają autobusy komunikacji miejskiej (linie nr 112, 186 i N9), korzystające z pętli przy moście, otwartej 5 lipca 2019 (stara pętla po zachodniej stronie mostu pontonowego w związku z budową mostu stałego została zamknięta 1 marca 2017). Z Sobieszewa prowadzi jedyna droga dojazdu do Górek Wschodnich.

### Most Sobieszewski
W Sobieszewie do listopada 2018 znajdowała się pontonowa przeprawa mostowa na Wyspę Sobieszewską, po której mogły poruszać się pojazdy o dużej masie – Most Sobieszewski. Most został zbudowany dla celów wojskowych w pobliskim Kiezmarku niedługo po II wojnie światowej, a w 1973 podzielony na dwa odcinki, z których jeden służył w Drewnicy, a drugi w Sobieszewie. Odcinek w Drewnicy został zastąpiony w 2006 przez nowy most zwodzony. W 2013 most przeszedł remont, dzięki czemu ponownie dopuszczony został na nim ruch przegubowych autobusów miejskich.
Od stycznia 2017 do listopada 2018 obok mostu pontonowego powstawał nowy most zwodzony, który otwarto 10 listopada 2018 jako most im. 100-lecia Odzyskania Niepodległości Polski.